# Jaume Mora
Jaume Mora Graupera es un médico e investigador español especialista en cáncer pediátrico.

## Biografía
Jaume Mora Graupera es un pediatra especialista en oncología. Durante su infancia y su adolescencia practicó gimnasia deportiva, algo que le permitió adquirir una “capacidad de resistencia a las adversidades”. Vive en España.

## Carrera
Es médico por la Universidad de Barcelona en donde estudió de 1984 a 1990. En 1991 ingresó al Hospital General de Granollers y en 1992 al Hospital Universitario Valle de Hebrón en donde se formó como pediatra. En 1995 ingresó a la facultad de Medicina en la Universidad Autónoma de Barcelona donde inició sus estudios de doctorado que completó en 2003. Como parte de su formación, en 1996 ingresó al Hospital de la Universidad Cornell en Nueva York en donde se especializó en oncología pediátrica en el Memorial Sloan Kettering Cancer Center de Nueva York.
Jaume Mora es director del Laboratorio de Investigación de los Tumores del Desarrollo del Hospital San Juan de Dios de Esplugas de Llobregat y jefe del Servicio de Oncología Pediátrica del mismo hospital.

## Perspectiva Médica
Para Jaume Mora, el tratamiento de la oncología pediátrica requiere de una sensibilización constante acompañada de un cierto nivel de firmeza. Ha comentado recurrentemente, que no es el resultado lo que es gratificante para él como médico, sino el proceso de tratamientos y terapias personalizadas con cada paciente. Los trabajos e investigaciones que ha desarrollado sobre los tratamientos factibles para tratar el cáncer han demostrado que su perspectiva médica se basa en la responsabilidad que se tiene ante la familia del paciente, y el paciente mismo.
Uno de los puntos desde donde se distancia de otros tiene que ver con la forma en la que concibe la enfermedad. Para J. Mora, el cáncer infantil es mejor enunciado cuando se le refiere como "cáncer en desarrollo". Bajo el concepto de "cáncer de desarrollo" Mora interpone componentes de edad –extiende el margen de años hasta los 20 y en algunos casos hasta los 25- y también remite a los picos en los que un cáncer se puede presentar en un infante dado el propio desarrollo de crecimiento. El cáncer en desarrollo es un tipo de enfermedad rara que no tiene que ver con el cáncer de los adultos, manifiesta que es un error compararlos porque los tumores infantiles son propios del desarrollo/crecimiento y no tienen que ver con agentes externos ni con estilos de vida como los de los adultos. Dispuesto así, el cáncer del desarrollo es más cercano a una malformación o como él mismo lo llama, a "un error de la naturaleza" que no puede prevenirse. Desde esa visión, su liderazgo en la dirección del laboratorio donde investiga con otros especialistas, ha creado un estilo propio que basa todos sus efectos en la mejora de los diagnósticos, pronósticos y tratamientos de los pacientes.

## Aportaciones médicas
El doctor Jaume Mora es coordinador de un grupo de especialistas que, en conjunto, investigan el cáncer del desarrollo. Han generado la secuenciación completa del genoma del Sarcoma de Ewing. En el plano del neuroblastoma ellos han logrado tener la capacidad de predecir el comportamiento del tumor, y desarrollar un plan activo que le permitirá al paciente una terapia específica. De igual manera, son el primer grupo de investigadores en diseñar un modelo animal de un tumor de tronco cerebral y han desarrollado un tratamiento pasivo, es decir, sin radioterapia que permite curar los gliomas de la medula espinal. En el verano de 2014 lograron operar un tumor hasta entonces inoperable dada su localización; complementándose con la tecnología, el Dr. Jaume Mora y su equipo imprimieron un modelo del tumor y su contexto en una impresora 3D que les dio la oportunidad de ensayar la operación hasta que lograron llevar la experiencia al cuerpo del paciente. El laboratorio cuenta con un Banco de tumores donde resguardan más de 1000 muestras de tumores de diversos tipos que sirven para la investigación.

## Éxito personal
Jaume Mora determina que el éxito de su grupo de investigadores y laboratorio se debe a la relación entre laboratorio-familia, las cuales siguen involucradas a la institución aún después del tratamiento de los pacientes, ya que eso incentiva la pasión grupal y personal en cuanto a la valoración al trabajo. Mora dice que “el laboratorio no puede estar lejos del paciente”, apela a procurar una relación de confianza y apoyo a medida que se efectúan los tratamientos respectivos porque al finalizar las terapias el apoyo que recibe la familia del paciente se ve reflejado en las aportaciones de fondos que hacen posible la investigación.
Otra clave de éxito es la forma en la que trabaja: “Tenemos un Comité de tumores que se reúne cada semana desde hace 10 años donde se decide en grupo cómo y quiénes intervendrán en cada procedimiento. Hemos aprendido a sabernos escuchar y esto es la clave del éxito.”

## Conferencias
Selección de conferencias:
- Invitado a la Conferencia Anual de la Sociedad pediátrica calatana en Reus, España, en el 2000.
- Invitado a la Conferencia de avances en la investigación del neuroblastoma, en Philadelphia en el 2000.
- Invitado al Seminario de investigación del Hospital Vall d’Hebron, sobre los orígenes de los tumores neuroblásticos, en el 2004.
- Invitado a la Conferencia del Centro de Investigaciones del Cáncer, CSIC Salamanca en el 2005.
- Invitado al 5º Symposium Internacional de Sarcomas, sobre los Sarcomas de células redondas de la infancia en el 2007.
- Curso avanzado de Sarcomas: Diagnóstico, tratamiento y líneas actuales de investigación, por el Parador Nacional de Alcalá de Henares, en el 2009.

## Reconocimientos
1. En 2000 la ASCO lo honró con el reconocimiento al joven investigador (YIA)
2. En 2001 la ASCO le dio el premio al desarrollo de la carrera profesional (CDA) Career DEvelopment Award
3. En 2001 16th Schweisguth Prize de la Sociedad internacional de pediatría oncológica. (SIOP)
4. En 2006 la Asociación española en contra del cáncer, le dio la beca /premio Primero los niños
5. En 2009 recibió el premio FERO
6. En 2011 la fundación BBVA le dio la beca anual.

## Afiliaciones
Jaume Mora es miembro de un sinfín de comités. Una lista parcial de ellos es:
- Miembro de la sociedad española y catalana de Pediatría
- Miembro de la Sociedad americana de investigación de cáncer conocido por sus siglas en inglés como (AACR)
- Miembro de la sociedad americana de oncología clínica, conocida por sus siglas en inglés como (ASCO)
- Miembro de la sociedad internacional de oncología pediátrica conocida por sus siglas en inglés como (SIOP)
- Miembro de la sociedad española de oncología pediátrica (SEHOP)